# Oleg Onișcenco
Oleg Onișcenco (n. 8 iunie 1976) este om politic din Republica Moldova, manager, jurist, președinte AO “Casa Noastră Chișinău”.
Consilier a municipiului Chișinău din partea Partidului Umanist din Moldova începînd din anul 2007.

## Contraverse
La 26 iunie 2008 a declarat că primarul Chișinăului, Dorin Chirtoacă, ar fi homosexual  însă a refuzat să prezinte dovezi presei.